# Cerkiew Opieki Matki Bożej w Kozienicach
Cerkiew Opieki Matki Bożej – niezachowana do naszych czasów prawosławna cerkiew w Kozienicach.

## Historia
Została wzniesiona na początku XX wieku ( w latach 1905–1906) przy ulicy Warszawskiej jako świątynia wojskowa 25 smoleńskiego pułku piechoty. Według standardowego projektu przewidzianego w Imperium Rosyjskim dla obiektów tego typu, zmodyfikowanego jednak w pewnych detalach: nie posiadała wysokiej kopuły nad prezbiterium, a jedynie niewielką sygnaturkę. Ponad przedsionkiem wznosiła się dzwonnica z niewielką cebulastą kopułką. Pomieszczenie ołtarzowe było niższe od prostokątnej nawy i wyraźnie wyodrębnione. Półkoliste okna zdobiły obramowania z motywem oślego łuku, do budynku prowadziło troje drzwi. Świątynia mieściła 1000 wiernych. Zainstalowano w niej centralne ogrzewanie.
W 1911 pułk, który dotąd opiekował się cerkwią, przestał stacjonować w Kozienicach. Świątynię przekształcono w siedzibę parafii, która liczyła 225 osób. W 1915, gdy większość prawosławnych Rosjan wyjechała z miasta, opuszczony obiekt został spontanicznie zamieniony w katolicki kościół garnizonowy Najświętszej Maryi Panny Królowej Korony Polskiej. Jednak jeszcze w latach 20. XX wieku przestał pełnić tę funkcję, zaś w 1938 został zburzony.
Muzeum Narodowe w Krakowie posiada projekt ikonostasu zaprojektowany przez radomską firmę „Krzywicki i Morawski” z 1911 roku.  
Ambona, ikony, ołtarz, fragmenty ikonostasu z cerkwi znajduje się obecnie w kościele parafialnym w Brzeźnicy.